# 小泉吉太郎
小泉 吉太郎（こいずみ きちたろう、1851年10月1日〈嘉永4年9月7日〉 - 1895年〈明治28年〉6月22日）は、日本の政治家。初代秋田市長。

## 来歴
久保田藩士小泉七郎右衛門の長男に生まれる。戊辰戦争に参加し、由利方面の戦闘で負傷する。1872年（明治5年）、上京し有馬私学校で学ぶ。1874年（明治7年）夏に一度秋田に戻るが、秋に再び上京し、北州舎で学ぶ。1876年（明治9年）、父の死により秋田に戻り、秋田県庁に務める。1884年（明治17年）、士族授産団体秋田社を創立し、社長となる。1889年（明治22年）4月、市制施行により秋田市が発足、市会議員選挙を経て、5月13日に市長に選出され、27日に正式に就任した。秋田市は誕生したが、まだ近代的な都市基盤や施設などはなく、これらの整備をまず行わなければならなかった。その中で鉄道など交通機関の開設や小学校など教育施設の設置に意欲を見せた。秋田市の近代化を進めたが、6年後の1895年（明治28年）、在職中に死去した。